# Nobody's Wife
Nobody's Wife is een single van de Nederlandse zangeres Anouk. Op 5 september 1997 werd het nummer op single uitgebracht.

## Anouk
Nobody's Wife is de tweede single van Anouk. Het is afkomstig van haar album Together Alone. Het nummer is opgenomen in de Lagune Studio in Rijkevorsel in België met John Sonneveld als geluidstechnicus.
De single, waarin Anouk blijk geeft van haar zelfstandigheid, kwam in een aantal versies op de markt. In Nederland verscheen het nummer als enkel nummer op  cd-single en op 7 inch vinylsingle. Andere versies bevatten naast de radio edit track, ook de albumtrack en een remix alsmede de track It's a Shame.
In de Verenigde Staten en Canada verscheen het met als B-kant Sacrifice.
De single werd in een aantal Europese landen en in de VS een hit. In IJsland werd zelfs de nummer 1-positie behaald. In Noorwegen en Zweden de 2e, Denemarken de 6e, Finland de 9e, Italië de 5e, Griekenland de 7e, Frankrijk de 34e, de Eurochart Hot 100 de 23e en in de VS de 32e positie in de "Billboard Hot 100; Heritage Rock". 
In Nederland was de single in week 42 van 1997 de 242e Megahit op toen Radio 3FM en werd een gigantische hit. De single bereikte de 2e positie in zowel de publieke hitlijst; toentertijd de Mega Top 100 op Radio 3FM als de Nederlandse Top 40 op destijds Radio 538.
In België bereikte de single de 5e positie im zowel de voorloper van de Vlaamse Ultratop 50 als de Vlaamse Radio 2 Top 30. In Wallonië werd géén notering behaald. 
Sinds de editie van december 2005 staat de single genoteerd in de jaarlijkse NPO Radio 2 Top 2000 van de Nederlandse publieke radiozender NPO Radio 2, met als hoogste notering tot nu toe een 70e positie in 2010.

## Hitnoteringen

### Nederlandse Top 40
| Hitnotering: 18-10-1997 t/m 07-03-1998 | Hitnotering: 18-10-1997 t/m 07-03-1998 | Hitnotering: 18-10-1997 t/m 07-03-1998 | Hitnotering: 18-10-1997 t/m 07-03-1998 | Hitnotering: 18-10-1997 t/m 07-03-1998 | Hitnotering: 18-10-1997 t/m 07-03-1998 | Hitnotering: 18-10-1997 t/m 07-03-1998 | Hitnotering: 18-10-1997 t/m 07-03-1998 | Hitnotering: 18-10-1997 t/m 07-03-1998 | Hitnotering: 18-10-1997 t/m 07-03-1998 | Hitnotering: 18-10-1997 t/m 07-03-1998 | Hitnotering: 18-10-1997 t/m 07-03-1998 | Hitnotering: 18-10-1997 t/m 07-03-1998 | Hitnotering: 18-10-1997 t/m 07-03-1998 | Hitnotering: 18-10-1997 t/m 07-03-1998 | Hitnotering: 18-10-1997 t/m 07-03-1998 | Hitnotering: 18-10-1997 t/m 07-03-1998 | Hitnotering: 18-10-1997 t/m 07-03-1998 | Hitnotering: 18-10-1997 t/m 07-03-1998 | Hitnotering: 18-10-1997 t/m 07-03-1998 | Hitnotering: 18-10-1997 t/m 07-03-1998 | Hitnotering: 18-10-1997 t/m 07-03-1998 |
| Week:                                  | 1                                      | 2                                      | 3                                      | 4                                      | 5                                      | 6                                      | 7                                      | 8                                      | 9                                      | 10                                     | 11                                     | 12                                     | 13                                     | 14                                     | 15                                     | 16                                     | 17                                     | 18                                     | 19                                     | 20                                     |                                        |
| -------------------------------------- | -------------------------------------- | -------------------------------------- | -------------------------------------- | -------------------------------------- | -------------------------------------- | -------------------------------------- | -------------------------------------- | -------------------------------------- | -------------------------------------- | -------------------------------------- | -------------------------------------- | -------------------------------------- | -------------------------------------- | -------------------------------------- | -------------------------------------- | -------------------------------------- | -------------------------------------- | -------------------------------------- | -------------------------------------- | -------------------------------------- | -------------------------------------- |
| Positie:                               | 31                                     | 19                                     | 7                                      | 3                                      | 2                                      | 2                                      | 2                                      | 2                                      | 3                                      | 4                                      | 12                                     | 14                                     | 14                                     | 15                                     | 17                                     | 20                                     | 23                                     | 23                                     | 27                                     | 35                                     | uit                                    |

### Mega Top 100
| Hitnotering: 20-09-1997 t/m 27-06-1998 | Hitnotering: 20-09-1997 t/m 27-06-1998 | Hitnotering: 20-09-1997 t/m 27-06-1998 | Hitnotering: 20-09-1997 t/m 27-06-1998 | Hitnotering: 20-09-1997 t/m 27-06-1998 | Hitnotering: 20-09-1997 t/m 27-06-1998 | Hitnotering: 20-09-1997 t/m 27-06-1998 | Hitnotering: 20-09-1997 t/m 27-06-1998 | Hitnotering: 20-09-1997 t/m 27-06-1998 | Hitnotering: 20-09-1997 t/m 27-06-1998 | Hitnotering: 20-09-1997 t/m 27-06-1998 | Hitnotering: 20-09-1997 t/m 27-06-1998 | Hitnotering: 20-09-1997 t/m 27-06-1998 | Hitnotering: 20-09-1997 t/m 27-06-1998 | Hitnotering: 20-09-1997 t/m 27-06-1998 | Hitnotering: 20-09-1997 t/m 27-06-1998 | Hitnotering: 20-09-1997 t/m 27-06-1998 | Hitnotering: 20-09-1997 t/m 27-06-1998 | Hitnotering: 20-09-1997 t/m 27-06-1998 | Hitnotering: 20-09-1997 t/m 27-06-1998 | Hitnotering: 20-09-1997 t/m 27-06-1998 | Hitnotering: 20-09-1997 t/m 27-06-1998 |
| Week:                                  | 1                                      | 2                                      | 3                                      | 4                                      | 5                                      | 6                                      | 7                                      | 8                                      | 9                                      | 10                                     | 11                                     | 12                                     | 13                                     | 14                                     | 15                                     | 16                                     | 17                                     | 18                                     | 19                                     | 20                                     | 21                                     |
| -------------------------------------- | -------------------------------------- | -------------------------------------- | -------------------------------------- | -------------------------------------- | -------------------------------------- | -------------------------------------- | -------------------------------------- | -------------------------------------- | -------------------------------------- | -------------------------------------- | -------------------------------------- | -------------------------------------- | -------------------------------------- | -------------------------------------- | -------------------------------------- | -------------------------------------- | -------------------------------------- | -------------------------------------- | -------------------------------------- | -------------------------------------- | -------------------------------------- |
| Positie:                               | 94                                     | 70                                     | 62                                     | 55                                     | 45                                     | 22                                     | 8                                      | 3                                      | 2                                      | 2                                      | 2                                      | 2                                      | 3                                      | 3                                      | 6                                      | 8                                      | 11                                     | 13                                     | 14                                     | 17                                     | 19                                     |
| Week                                   | 22                                     | 23                                     | 24                                     | 25                                     | 26                                     | 27                                     | 28                                     | 29                                     | 30                                     | 31                                     | 32                                     | 33                                     | 34                                     | 35                                     | 36                                     | 37                                     | 38                                     | 39                                     | 40                                     |                                        |                                        |
| Nummer                                 | 25                                     | 24                                     | 30                                     | 32                                     | 35                                     | 37                                     | 43                                     | 52                                     | 46                                     | 45                                     | 37                                     | 47                                     | 51                                     | 53                                     | 64                                     | 64                                     | 66                                     | 68                                     | 80                                     | uit                                    |                                        |

### Vlaamse Ultratop 50
| Hitnotering: 24-01-1998 t/m 16-05-1998 | Hitnotering: 24-01-1998 t/m 16-05-1998 | Hitnotering: 24-01-1998 t/m 16-05-1998 | Hitnotering: 24-01-1998 t/m 16-05-1998 | Hitnotering: 24-01-1998 t/m 16-05-1998 | Hitnotering: 24-01-1998 t/m 16-05-1998 | Hitnotering: 24-01-1998 t/m 16-05-1998 | Hitnotering: 24-01-1998 t/m 16-05-1998 | Hitnotering: 24-01-1998 t/m 16-05-1998 | Hitnotering: 24-01-1998 t/m 16-05-1998 | Hitnotering: 24-01-1998 t/m 16-05-1998 | Hitnotering: 24-01-1998 t/m 16-05-1998 | Hitnotering: 24-01-1998 t/m 16-05-1998 | Hitnotering: 24-01-1998 t/m 16-05-1998 | Hitnotering: 24-01-1998 t/m 16-05-1998 | Hitnotering: 24-01-1998 t/m 16-05-1998 | Hitnotering: 24-01-1998 t/m 16-05-1998 | Hitnotering: 24-01-1998 t/m 16-05-1998 | Hitnotering: 24-01-1998 t/m 16-05-1998 |
| Week:                                  | 1                                      | 2                                      | 3                                      | 4                                      | 5                                      | 6                                      | 7                                      | 8                                      | 9                                      | 10                                     | 11                                     | 12                                     | 13                                     | 14                                     | 15                                     | 16                                     | 17                                     |                                        |
| -------------------------------------- | -------------------------------------- | -------------------------------------- | -------------------------------------- | -------------------------------------- | -------------------------------------- | -------------------------------------- | -------------------------------------- | -------------------------------------- | -------------------------------------- | -------------------------------------- | -------------------------------------- | -------------------------------------- | -------------------------------------- | -------------------------------------- | -------------------------------------- | -------------------------------------- | -------------------------------------- | -------------------------------------- |
| Positie:                               | 23                                     | 13                                     | 9                                      | 7                                      | 6                                      | 5                                      | 6                                      | 7                                      | 6                                      | 7                                      | 10                                     | 13                                     | 19                                     | 24                                     | 31                                     | 44                                     | 47                                     | uit                                    |

### Vlaamse Radio 2 Top 30
| Hitnotering: 24-01-1998 t/m 25-04-1998 | Hitnotering: 24-01-1998 t/m 25-04-1998 | Hitnotering: 24-01-1998 t/m 25-04-1998 | Hitnotering: 24-01-1998 t/m 25-04-1998 | Hitnotering: 24-01-1998 t/m 25-04-1998 | Hitnotering: 24-01-1998 t/m 25-04-1998 | Hitnotering: 24-01-1998 t/m 25-04-1998 | Hitnotering: 24-01-1998 t/m 25-04-1998 | Hitnotering: 24-01-1998 t/m 25-04-1998 | Hitnotering: 24-01-1998 t/m 25-04-1998 | Hitnotering: 24-01-1998 t/m 25-04-1998 | Hitnotering: 24-01-1998 t/m 25-04-1998 | Hitnotering: 24-01-1998 t/m 25-04-1998 | Hitnotering: 24-01-1998 t/m 25-04-1998 | Hitnotering: 24-01-1998 t/m 25-04-1998 | Hitnotering: 24-01-1998 t/m 25-04-1998 |
| Week:                                  | 1                                      | 2                                      | 3                                      | 4                                      | 5                                      | 6                                      | 7                                      | 8                                      | 9                                      | 10                                     | 11                                     | 12                                     | 13                                     | 14                                     |                                        |
| -------------------------------------- | -------------------------------------- | -------------------------------------- | -------------------------------------- | -------------------------------------- | -------------------------------------- | -------------------------------------- | -------------------------------------- | -------------------------------------- | -------------------------------------- | -------------------------------------- | -------------------------------------- | -------------------------------------- | -------------------------------------- | -------------------------------------- | -------------------------------------- |
| Positie:                               | 23                                     | 13                                     | 9                                      | 7                                      | 6                                      | 5                                      | 6                                      | 7                                      | 6                                      | 7                                      | 10                                     | 13                                     | 19                                     | 24                                     | uit                                    |

### NPO Radio 2 Top 2000
| Nummer met noteringen in de NPO Radio 2 Top 2000 | '05 | '06 | '07 | '08 | '09 | '10 | '11 | '12 | '13 | '14 | '15 | '16 | '17 | '18 | '19 | '20 | '21 | '22 | '23 | '24 |
| ------------------------------------------------ | --- | --- | --- | --- | --- | --- | --- | --- | --- | --- | --- | --- | --- | --- | --- | --- | --- | --- | --- | --- |
| Nobody's Wife                                    | 194 | 128 | 90  | 199 | 115 | 70  | 124 | 140 | 145 | 168 | 183 | 180 | 169 | 123 | 125 | 137 | 155 | 173 | 141 | 168 |

1. ↑  Een vetgedrukt getal geeft de hoogste notering aan.
2. ↑  2005 was het eerste jaar met een notering voor dit nummer.

## Charly Luske
In de halve finale van tweede seizoen van The voice of Holland zong Charly Luske op 13 januari 2012 het nummer Nobody's Guy, een bewerking van Anouks Nobody's Wife. Doordat het nummer na de uitzending gelijk verkrijgbaar was als muziekdownload kwam de single een week later op nummer 33 binnen in de Nederlandse Single Top 100. In maart 2012 nam hij het nummer nogmaals op in de studio en bracht het uit als single. Met deze versie kwam hij op 7 april 2012 binnen op een zesde plaats in de Nederlandse Single Top 100.

### Hitnoteringen

#### Nobody's Guy (The voice of Holland)

##### NederlandseSingle Top 100
| Hitnotering: 21-01-2012 | Hitnotering: 21-01-2012 | Hitnotering: 21-01-2012 |
| Week:                   | 1                       |                         |
| ----------------------- | ----------------------- | ----------------------- |
| Positie:                | 33                      | uit                     |

#### Nobody's Guy

##### Nederlandse Top 40
| Hitnotering: 14-04-2012 t/m 21-04-2012 | Hitnotering: 14-04-2012 t/m 21-04-2012 | Hitnotering: 14-04-2012 t/m 21-04-2012 | Hitnotering: 14-04-2012 t/m 21-04-2012 |
| Week:                                  | 1                                      | 2                                      |                                        |
| -------------------------------------- | -------------------------------------- | -------------------------------------- | -------------------------------------- |
| Positie:                               | 39                                     | 37                                     | uit                                    |

##### NederlandseSingle Top 100
| Hitnotering: 07-04-2012 t/m 12-05-2012 | Hitnotering: 07-04-2012 t/m 12-05-2012 | Hitnotering: 07-04-2012 t/m 12-05-2012 | Hitnotering: 07-04-2012 t/m 12-05-2012 | Hitnotering: 07-04-2012 t/m 12-05-2012 | Hitnotering: 07-04-2012 t/m 12-05-2012 | Hitnotering: 07-04-2012 t/m 12-05-2012 | Hitnotering: 07-04-2012 t/m 12-05-2012 |
| Week:                                  | 1                                      | 2                                      | 3                                      | 4                                      | 5                                      | 6                                      |                                        |
| -------------------------------------- | -------------------------------------- | -------------------------------------- | -------------------------------------- | -------------------------------------- | -------------------------------------- | -------------------------------------- | -------------------------------------- |
| Positie:                               | 6                                      | 51                                     | 81                                     | 17                                     | 41                                     | 80                                     | uit                                    |